# Verruiging
Verruiging is een proces in vegetatie, waarbij in een min of meer ijle, betrekkelijk lage kruidlaag met veel eenjarige planten het aandeel sterk concurrerende en snelgroeiende, tweejarige en meerjarige planten toeneemt en zo geleidelijk een ruigte vormen. Dergelijke soorten worden ruigtekruiden genoemd. Verruiging wordt gerekend tot de ver-thematiek.
Verruiging kan optreden door verstoring van het milieu, in het bijzonder ten gevolge van bemesting of mineralisatie als bijvoorbeeld het maaisel na een maaibeurt blijft liggen en verteert of na wegvallen van het gebruikelijke beheer. Als ook de bodem is verstoord door vergraven of door puinstort spreekt men veelal van ruderale ruigten. In bossen kan verruiging optreden na kap van de boomlaag, als door toetreden van licht en warmte kruiden (wilgenroosje) en struiken (bramen) kunnen opslaan.
In het algemeen neemt in verruigende vegetatie de biomassa toe en de diversiteit af. Langzaam groeiende soorten zullen afnemen of verdwijnen door een kleinere concurrentiekracht dan de ruigtesoorten.
De verruigingssoorten zijn bijvoorbeeld grassen, brandnetels, akkerdistel, ridderzuring, kleefkruid en in natte vegetatie reuzenbalsemien, haagwinde.

## Fotogalerij

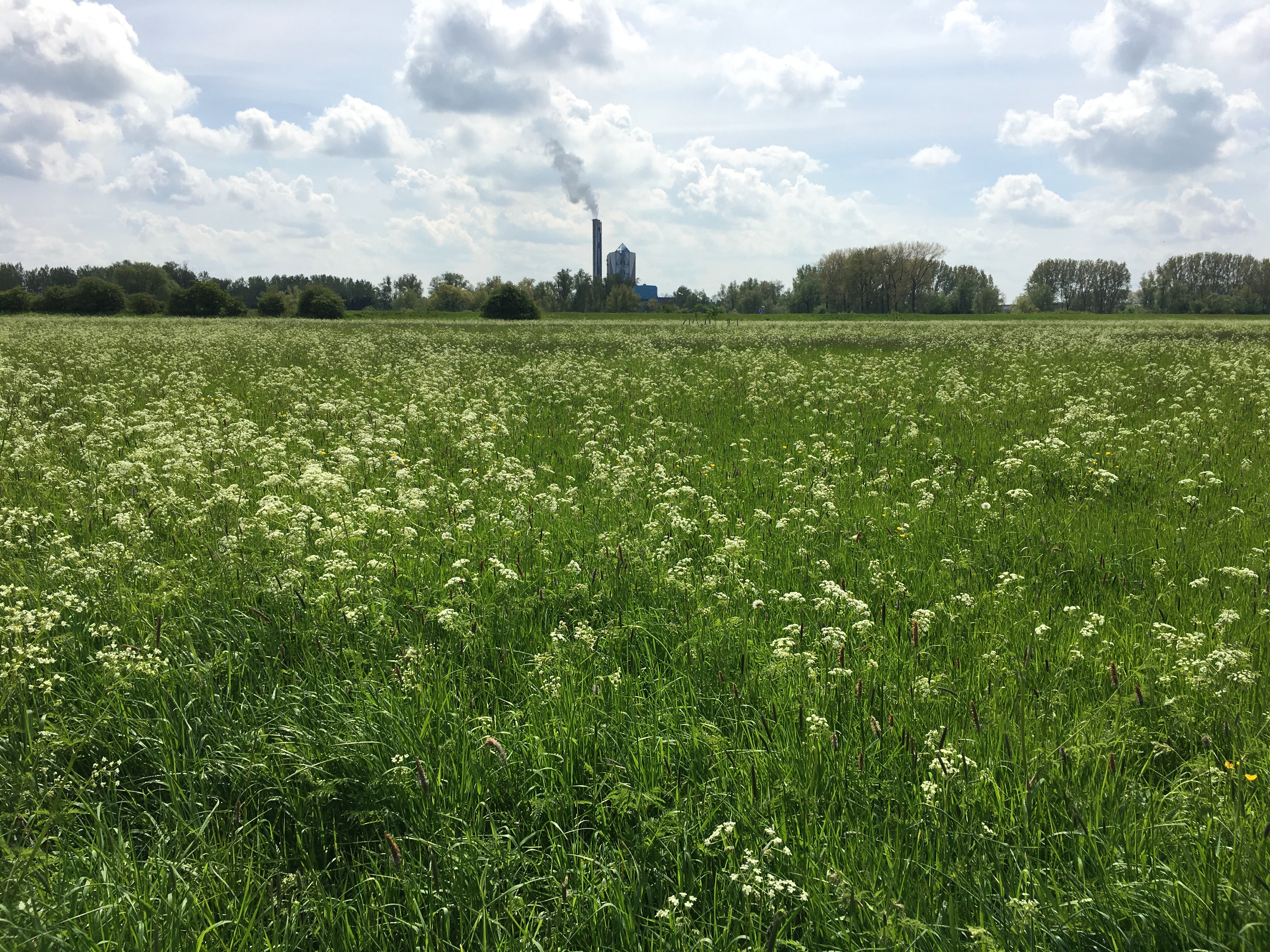
Verruiging met fluitenkruid in een hooiland van de glanshaver-orde (door eutrofiëring)
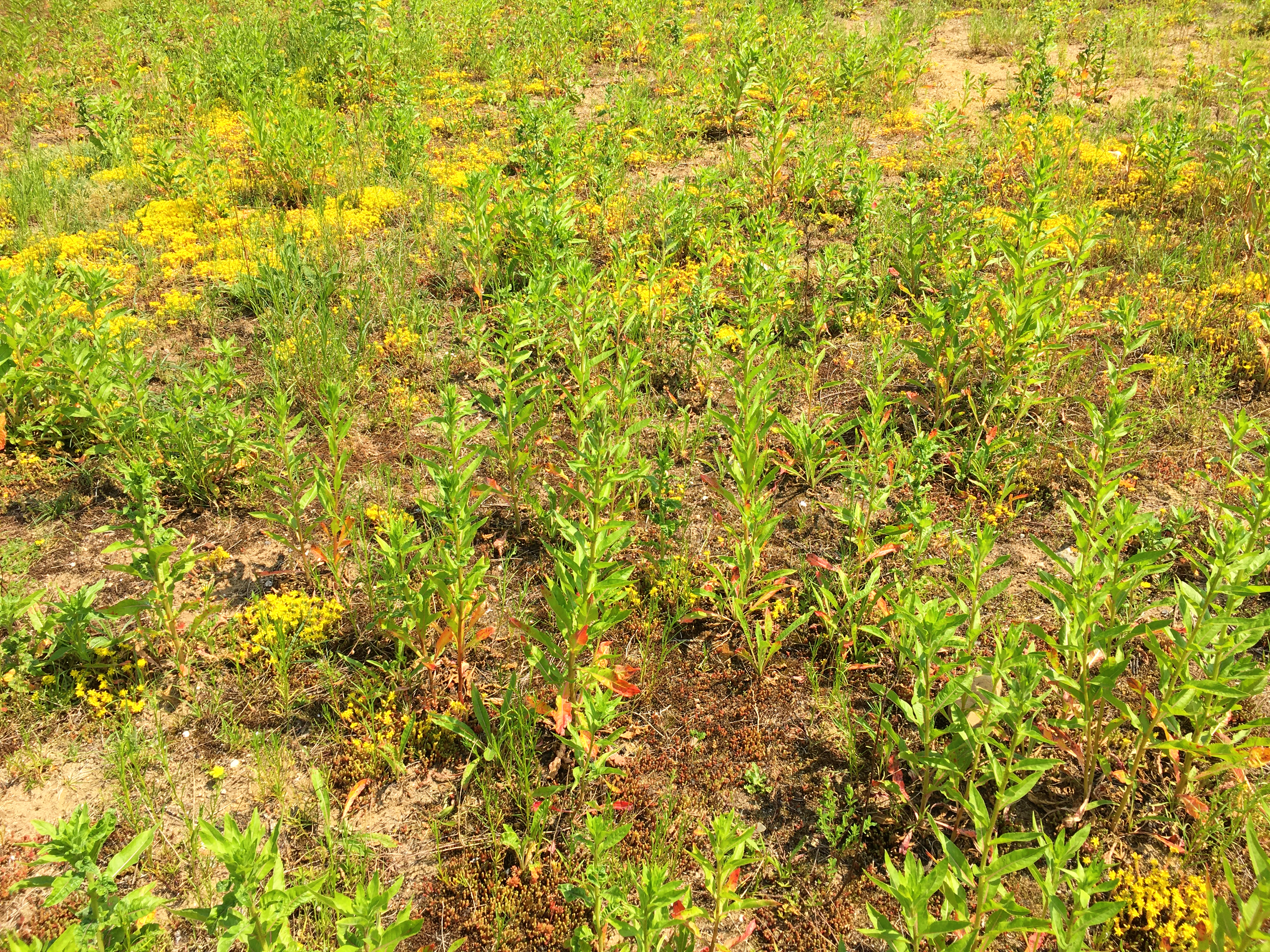
Verruiging met teunisbloem in de associatie van vetkruid en tijm (door ruderale invloeden)
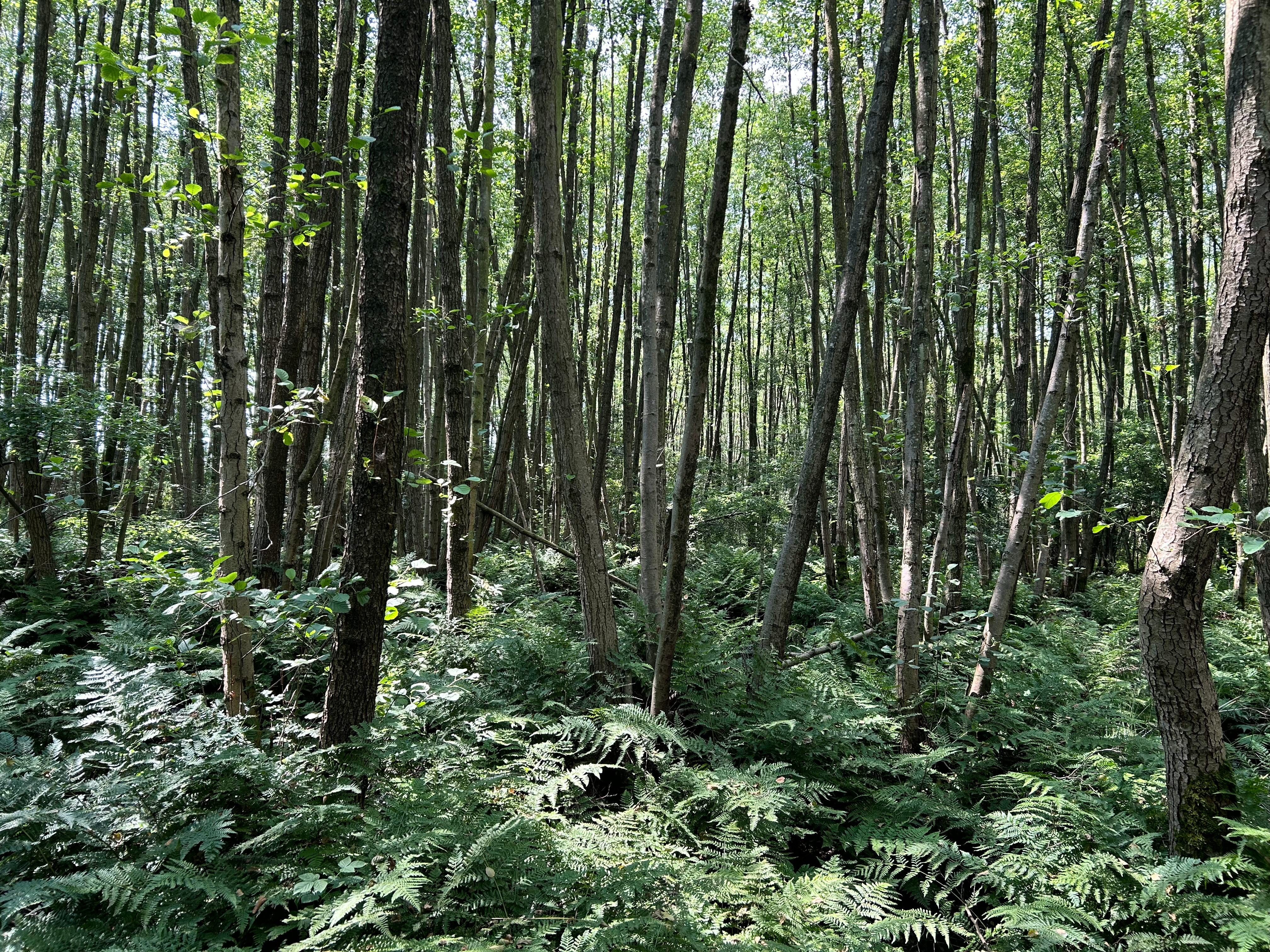
Ondergroeiverruiging met brede stekelvaren in elzenbroekbos (door verdroging)